# Funktionskreis (TCM)
Der Ausdruck Funktionskreis wurde 1973 vom Sinologen Manfred Porkert als Deutung der chinesischen Begriffe „zàng 脏“ und „fǔ 腑“ geschaffen. Diese Begriffe wurden bis dahin als „Speicher-Organe“ oder „Zang-Eingeweide“ bzw. als „Hohl-Organe“ oder „Fu-Eingeweide“ übersetzt. Manfred Porkert wollte mit seiner Benennung hervorheben, dass die „Organ“-Bezeichnungen der traditionellen chinesischen Medizin weiter ausgreifen als die „Organ“-Bezeichnungen der modernen westlichen (europäischen) Medizin, deren „Organ“-Begriff im Wesentlichen durch das seit dem 16. Jh. gewachsene „anatomische Denken“ bestimmt wird. Der Begriff „anatomisches Denken“ beschreibt die Tendenz, normale und krankhafte Erscheinungen im Körper vorwiegend auf der Grundlage von Organ- bzw. Zell-Veränderungen zu beurteilen.

## Fünf Speicher-Funktionskreise
Fünf Speicher-Funktionskreise (zàng 脏) werden unterschieden.
Sie werden dem yin zugerechnet.
- Die Leber (gān 肝) kontrolliert die Speicherung des Blutes (zhǔ zàng xuè 主藏血).
  - Sie kontrolliert die Auflösung von Stockungen (zhǔ shù xiè 主疏泄).
  - Sie kontrolliert die „jin“ (zusammenfassender Begriff für die Funktionen der Sehnen, Bänder, Muskeln und Nerven) (zhǔ jīn 主筋).
  - Sie öffnet sich zu den Augen (kāi qiào yú mù 开窍于目).
  - Die Leber entspricht der Wandlungsphase Holz (mù 木).
  - Sie ist durch Innen-Außen-Verbindung mit der Gallenblase (dǎn 胆) verknüpft.
- Das Herz (xīn 心) kontrolliert die Blutgefäße (zhǔ xuè mài 主血脉).
  - Es speichert das „shen“ (Geist, Seele, Gesichtsausdruck) (zàng shén 藏神).
  - Es öffnet sich zur Zunge (kāi qiào yú shé 开窍于舌).
  - Das Herz entspricht der Wandlungsphase Feuer (huǒ 火).
  - Es ist durch Innen-Außen-Verbindung mit dem Dünndarm (xiǎo cháng 小肠) verknüpft.
- Die Milz (pí 脾) kontrolliert Transport und Umwandlung (Flüssigkeitsverteilung und Verdauung) (zhǔ yùn huà 主运化).
  - Sie kontrolliert den Zusammenhalt des Blutes (verhindert Blutungen) (zhǔ tǒng xuè 主统血).
  - Sie kontrolliert die Muskeln (zhǔ jī ròu 主肌肉).
  - Sie öffnet sich zum Mund (kāi qiào yú kǒu 开窍于囗).
  - Die Milz entspricht der Wandlungsphase Erde (tǔ 土).
  - Sie ist durch Innen-Außen-Verbindung mit dem Magen (wèi 胃) verknüpft.
- Die Lunge (fèi 肺) kontrolliert das „qi“ (die Atmung, aber auch die aktive Energie des ganzen Körpers) (zhǔ qì 主气) und lenkt das Ein- und Ausatmen (sī hū xī 司呼吸).
  - Sie kontrolliert die Ausbreitung (der Abwehrenergie gegen äußere Krankheitsfaktoren) (zhǔ xuān fā 主宣发) und festigt die Körperoberfläche (wài hé pí máo 外合皮毛).
  - Sie kontrolliert Reinigung und Sinken (zhǔ sù jiàng 主肃降) und öffnet die Wasserwege (tōng tiào shǔi dào 通调水道) (lenkt die Schlacken zur Harnblase).
  - Sie öffnet sich zur Nase (kāi qiào yú bí 开窍于鼻).
  - Die Lunge entspricht der Wandlungsphase Metall (jīn 金).
  - Sie ist durch Innen-Außen-Verbindung mit dem Dickdarm (dà cháng 大肠) verknüpft.
- Die Niere (shèn 肾) speichert das „jing“ (Essenz, Samen) (zàng jīng 藏精).
  - Sie kontrolliert das Wasser (zhǔ shǔi 主水).
  - Sie kontrolliert die Aufnahme des qi (zhǔ nà qì 主纳气) (des qi, das durch die Lunge aufgenommen wird und das das verbrauchte qi ersetzt).
  - Sie ist verantwortlich für die Knochen (zhǔ gǔ 主骨).
  - Sie erzeugt Mark (shēng suǐ 生髓).
  - Sie öffnet sich zum Ohr (kāi qiào yú ěr 开窍于耳).
  - Die Niere entspricht der Wandlungsphase Wasser (shǔi 水).
  - Sie ist durch Innen-Außen-Verbindung mit der Harnblase (pǎng guāng 膀胱) verknüpft.
    - Die Nieren-Funktionen werden weiter unterteilt in Nieren-yin  肾阴 und Nieren-yang 肾阳.
      - Das Nieren-yin ist identisch mit dem jīng 精 (Essenz, Samen).
        - Es ist damit verantwortlich für die Fortpflanzung, für das Wachstum und für die Entwicklung.
        - Das Nieren-yin wird in die linke Niere lokalisiert.

      - Das Nieren-yang wird auch mìng mén 命门 (Tor der Lebenskraft) genannt.
        - Es ist die Antriebskraft für die normalen Funktionen des Körpers.
        - Das Nieren-yang wird in die rechte Niere lokalisiert.

## Sechs Durchgangs-Funktionskreise
Sechs Durchgangs-Funktionskreise (fǔ 腑) werden unterschieden.
Sie werden dem Yang zugerechnet.
Ihre Charakteristika erklären sich aus ihrer Verbindung mit dem jeweiligen Speicher-Funktionskreis.
- Gallenblase (dǎn 胆) – verknüpft mit der Leber (gān 肝). Entspricht der Wandlungsphase Holz (mù 木)
- Dünndarm (xiǎo cháng 小肠) – verknüpft mit dem Herz (xīn 心). Entspricht der Wandlungsphase Feuer (huǒ 火).
- Magen (wèi 胃) –  verknüpft mit der Milz (pí 脾). Entspricht der Wandlungsphase Erde (tǔ 土).
- Dickdarm (dà cháng 大肠) – verknüpft mit der Lunge (fèi 肺). Entspricht der Wandlungsphase Metall (jīn 金).
- Harnblase (pǎng guāng 膀胱) – verknüpft mit der Niere (shèn 肾). Entspricht der Wandlungsphase Wasser (shui 水).
- Dreifacher Erwärmer (sān jiāo 三焦). Entspricht der Wandlungsphase Feuer (huǒ 火). Er wird unterteilt in:
  - Oberer Erwärmer (shàng jiāo 上焦). Umfasst die Funktionen von Herz und Lunge.
  - Mittlerer Erwärmer (zhōng jiāo 中焦). Umfasst die Funktionen von Milz und Magen.
  - Unterer Erwärmer (xià jiāo 下焦). Umfasst die Funktionen von Leber, Niere, Dickdarm und Harnblase.

Um auch für den dreifachen Erwärmer eine Verknüpfung zu ermöglichen, wie sie z. B. bei der Akupunkturbehandlung notwendig ist, wird ein 6. Speicherfunktionskreis (zàng 脏) postuliert: Herz-Beutel (xīn bāo 心 包). Er entspricht der Wandlungsphase Feuer (huǒ 火).